# Tour de Pampelune
Le Tour de Pampelune (Vuelta a Pamplona) est une course cycliste espagnole qui se déroule en été autour de Pampelune, capitale de la communauté forale de Navarre. Créée en 1987, cette épreuve est organisée par le Club Ciclista Ermitagaña,. Elle se dispute sur plusieurs étapes. 
La compétition est réservée aux cyclistes juniors (moins de 19 ans). Elle compte à son palmarès de nombreux vainqueurs qui sont ensuite passés dans les rangs professionnels. Une épreuve est également ouverte aux femmes depuis 2021.

## Palmarès

### Hommes
| Année | Vainqueur           | Deuxième              | Troisième                |
| ----- | ------------------- | --------------------- | ------------------------ |
| 1987  | Javier Baigorri     | J. Ramón Aldareguia   | Patxi Arraras            |
| 1988  | Rafael Solis        | Abraham Olano         | José Luis Arrieta        |
| 1989  | Borja Izkara        | Ander Uranga          | José Luis Arrieta        |
| 1990  | Juan Pablo Martínez | Óscar Barriuso        | Alfredo Ezquerra         |
| 1991  | Santiago Blanco     | Eduardo Hernández     | J. Beracoechea           |
| 1992  | Juan José Royo      | David Cañada          | Patxi Sota               |
| 1993  | Iker Flores         | David Cañada          | Patxi Sota               |
| 1994  | Iban Mayo           | Francisco Mancebo     | Rubén Fernández          |
| 1995  | José Miguel Elías   | Xabier Zandio         | Héctor Pelegrín          |
| 1996  | Jokin Lizeaga       | Juan Tamé             | Héctor Barra             |
| 1997  | Roel Egelmeers      | Frédéric Arnaud       | Régis Lhuillier          |
| 1998  | Thomas Bodo         | Javier Líndez         | Maryan Hary              |
| 1999  | Julien Costedoat    | Olivier Cambet        | Miguel Pascual           |
| 2000  | Ismael Cortés       | Alan Pérez            | Gaizka Lasa              |
| 2001  | Imanol Erviti       | Iñaki Lejarreta       | Txomin Lorenzo           |
| 2002  | Gonzalo Rabuñal     | Mikel Nieve           | Ion Etxarri              |
| 2003  | Yannick Marié       | Daniel López          | Rubén García             |
| 2004  | Javier Etxarri      | Pablo Fernández       | Jonathan Lahoun          |
| 2005  | Pablo Torres        | Ignacio Guerra        | Erlantz Uriarte          |
| 2006  | Jon Pardo (es)      | Unai Iparragirre (en) | Julen Mitxelena          |
| 2007  | Aitor Ocampos       | Julen Mitxelena       | Jon Gorostidi            |
| 2008  | Diego Palencia      | David Diañez          | Pierre Gomet             |
| 2009  | Alberto Guinea      | Efrén Carazo          | Beñat Txoperena          |
| 2010  | Mikel Iturria       | Adrián Mares          | Jesús Alberto Rubio      |
| 2011  | Mikel Aristi        | Marc Cayuela          | Miguel Aguilera          |
| 2012  | Enric Mas           | Miguel Aguilera       | Óscar González del Campo |
| 2013  | Carlos Cobos        | Mikel Matxinea        | Josep María Arnau        |
| 2014  | Jaime Castrillo     | Tomás Colldecarrera   | Mikel Alonso             |
| 2015  | Francisco Galván    | Aritz Kortabarria     | Albert Camps             |
| 2016  | Max Williamson      | Nehuén Bazán          | Arturo Grávalos          |
| 2017  | James Mitri         | Denis Vulcan          | Álvaro García Gómez      |
| 2018  | Josu Etxeberria     | Jenson Young          | Xabier Berasategi        |
| 2019  | Xabier Isasa        | Ari Scott             | Thomas Silva             |
| 2020  | Pas organisé        | Pas organisé          | Pas organisé             |
| 2021  | Beñat Carbayeda     | Iñaki Errazquin       | Unai Zubeldia            |
| 2022  | Bernardo Cambareri  | Mikel Uncilla         | Daniel Artero            |
| 2023  | Aimar Alarcia       | Héctor Álvarez        | Eneko Ortega             |
| 2024  | Héctor Álvarez      | Iker Gómez            | Ander Otegi              |
| 2025  | Lucas Strahodinsky  | Aran Boix             | Héctor Fernández         |

### Femmes
| Année | Vainqueur           | Deuxième       | Troisième        |
| ----- | ------------------- | -------------- | ---------------- |
| 2021  | Laia Puigdefábregas | Ainara Albert  | Sandra Gutiérrez |
| 2022  | Laura Ruiz          | Lucía Ruiz     | Laia Bosch       |
| 2023  | Laia Bosch          | Natalia Alonso | Ayala Serrano    |
| 2024  | Irati Aranguren     | Maier Olano    | Irene Moreno     |
| 2025  | Irati Aranguren     | Lidia Castro   | Ayala Serrano    |